# Salsa de soya

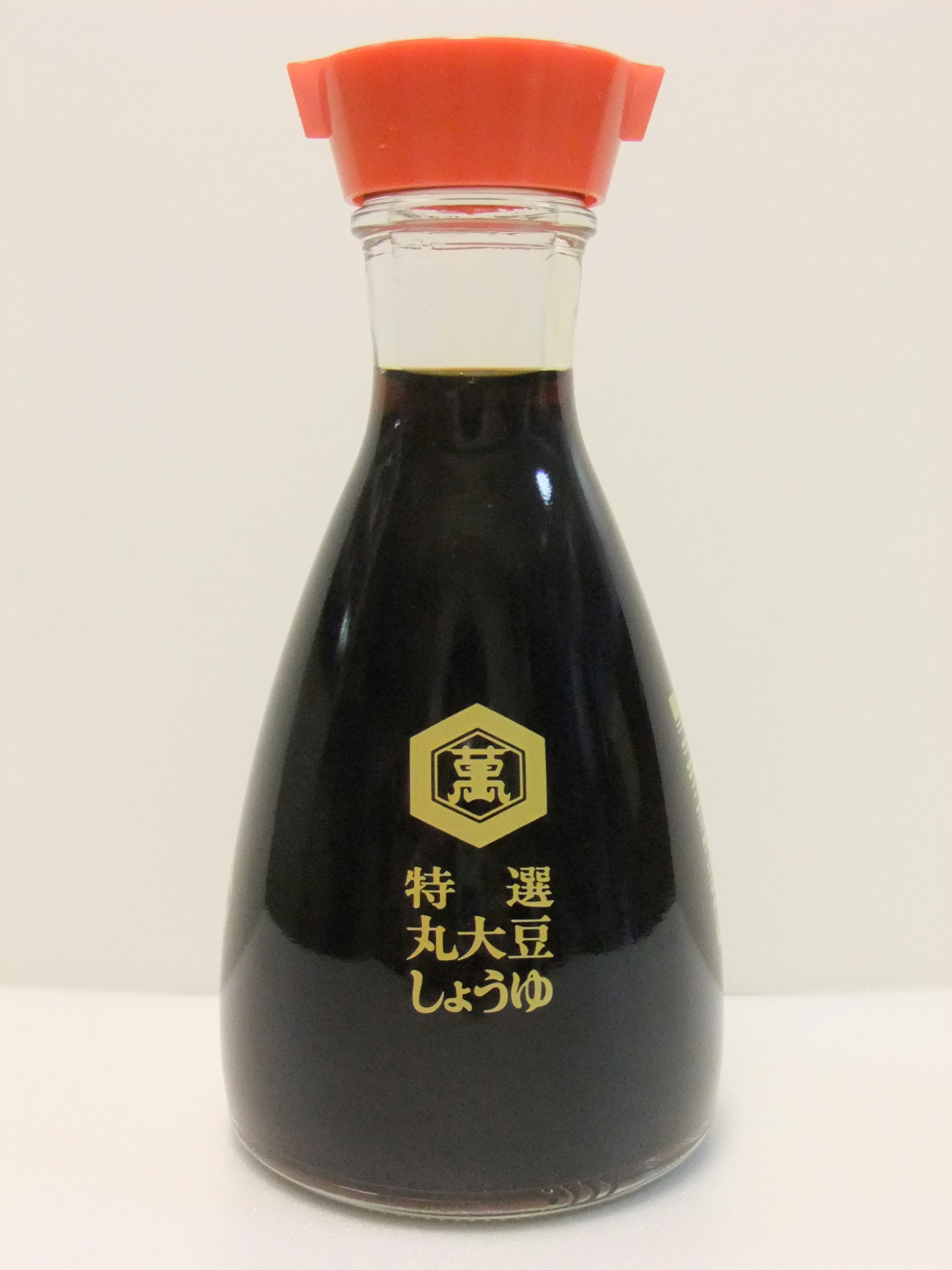
Envase de vidrio de salsa de soja japonesa, Kikkoman.

La salsa de soya o salsa de soja,  llamada siyáu o siyao en el español peruano (del cantonés: 豉油 [si6 jau4]) y shōyu (醤油?) también toyo en el español filipino (del hokkien: 豆油 [tāu-iû]), es un condimento  de origen chino, producido al fermentar semillas de soya con los hongos Aspergillus oryzae o Aspergillus sojae. Su uso está muy extendido en las gastronomías del Asia Oriental.
La salsa de soja, tal como la conocemos en la actualidad, fue creada hace aproximadamente 2.500 años durante la dinastía Zhou Occidental de la antigua China. Desde entonces, se ha difundido por toda Asia Oriental y el Sudeste Asiático, donde se utiliza tanto en la cocina como condimento. A lo largo de los siglos, ha sido un elemento clave en la gastronomía de la región y ha sido apreciada por su sabor único y versatilidad culinaria.

## Historia

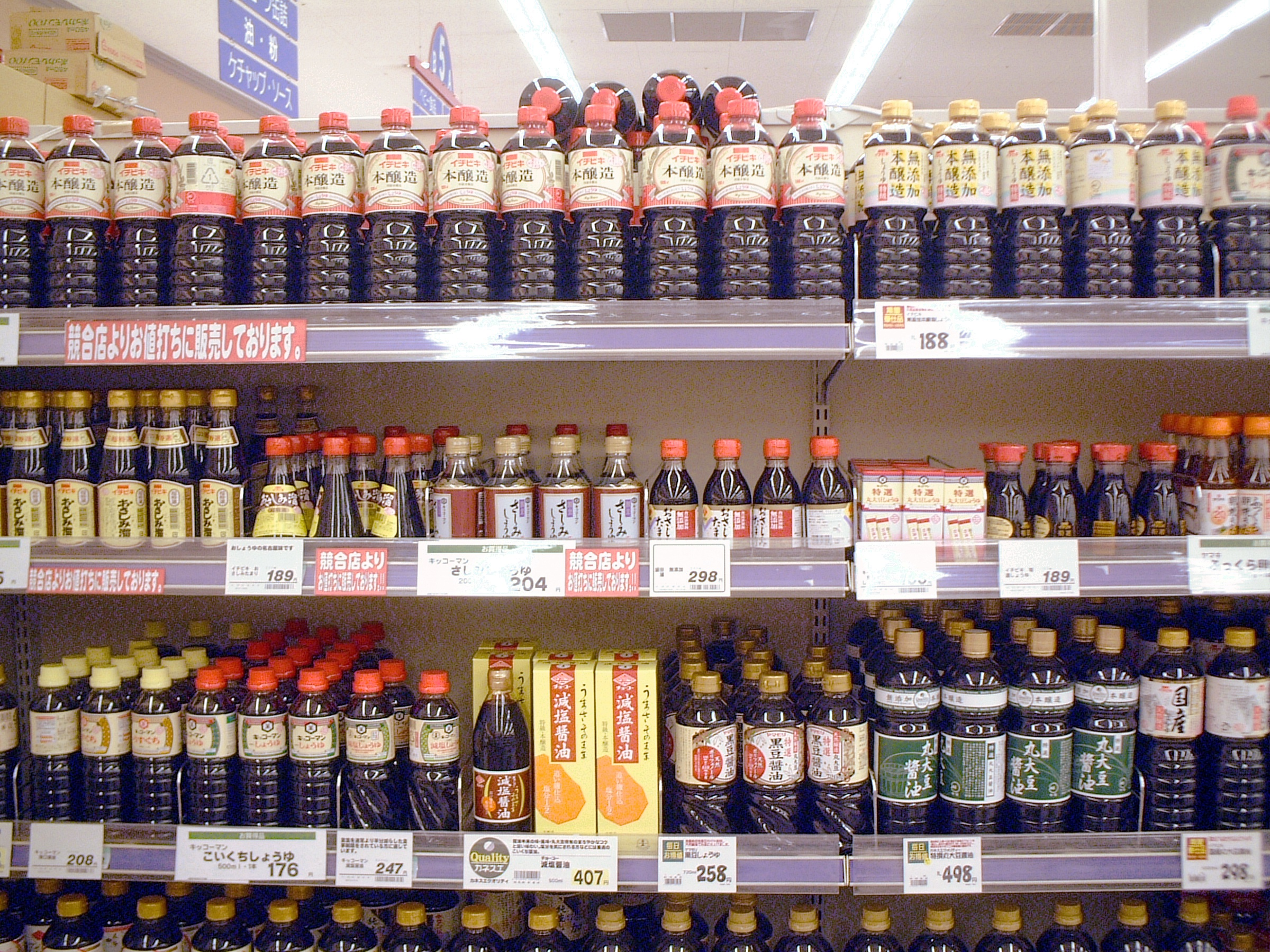
Sección de salsas de soja en un supermercado japonés.

#### China
La salsa de soja (醬油, jiàngyóu) se considera casi tan antigua como la pasta de soja -un tipo de pasta fermentada ( 酱|醬) obtenida a partir de la soja-que había aparecido durante la Dinastía Han Occidental (206 a. C.- 220 d. C.) y figuraba en las tablillas de bambú halladas en el yacimiento arqueológico Mawangdui (馬王堆).  Existen varios precursores de la salsa de soja que son productos asociados a la pasta de soja. Entre ellos el más antiguo es qingjiang (清醬) que apareció en el año 40 d. C. y que aparece en Simin Yueling (四民月令]). Others are jiangqing (醬清), chizhi (豉汁) y chiqing (豉清) which were recorded in the Qimin Yaoshu (齊民要術) in AD 540.
En la época de la dinastía Song (960-1279 d. C.), el término salsa de soja (醬油) se había convertido en el nombre aceptado para el condimento líquido, documentado en dos libros: Shanjia Qinggong (山家清供) y Pujiang Wushi Zhongkuilu (浦江吳氏中饋錄) durante la dinastía Song (960-1279 d. C.). Desde mucho tiempo antes, se acostumbraba conservar las carnes por salazón. El subproducto líquido que se obtenía se aprovechaba como condimento. Cuando el budismo se propagó por el Lejano Oriente, el vegetarianismo se extendió con él, lo que llevó a que se buscaran sustitutos vegetales para los antiguos condimentos que contenían carne. Uno de estos sustitutos era una pasta salada y fermentada de granos de soja, precursora de la salsa de soja moderna.
Como muchos condimentos salados, la salsa de soja era originalmente una forma de estirar la sal, históricamente un producto caro. Durante la dinastía Zhou de la antigua China, se utilizaba como condimento pescado fermentado con sal en el que se incluía soja durante el proceso de fermentación.  En la época de la dinastía Han, esto se había sustituido por la receta de la pasta de soja y su subproducto, la salsa de soja, utilizando la soja como ingrediente principal, desarrollándose por separado las salsas a base de pescado fermentado en salsa de pescado. 
El sinólogo del siglo XIX Samuel Wells Williams escribió que en China, la mejor salsa de soja "se hacía hirviendo judías blandas, añadiendo una cantidad igual de trigo o cebada, y dejando fermentar la masa; después se añadía una porción de sal y el triple de agua, y se dejaba reposar todo el compuesto durante dos o tres meses, cuando el líquido se prensaba y colaba".

#### Corea
La elaboración más antigua de salsa de soja en Corea parece haber comenzado antes de la era de los Tres Reinos. c. 57 a. C. Los Registros de los Tres Reinos un texto histórico de la china escrito y publicado en el siglo III, menciona que "los goguryeo son buenos elaborando soja fermentada", en la sección denominada Dongyi (extranjeros orientales), en el Libro de Wei'. . Los Jangdoks utilizados para la elaboración de la salsa de soja se encuentran en las pinturas murales de la Tumba Anak nº 3 del siglo IV Goguryeo.
En Samguk Sagi, un registro histórico de la época de los Tres Reinos, está escrito que ganjang (salsa de soja) y doenjang (pasta de soja) junto con meju (bloque de soja) y jeotgal (marisco salado) se prepararon para la ceremonia de boda del Rey Sinmun en febrero de 683.  Sikhwaji, una sección de Goryeosa (Historia de Goryeo), registró que ganjang y doenjang se incluyeron en los suministros de socorro en 1018, tras una invasión kitán, y en 1052, cuando se produjo una hambruna.  

### Difusión
Con el tiempo su uso se propagó a otros países asiáticos, como Japón, Filipinas, Malasia, Indonesia, etc., siendo un condimento básico en las cocinas de estos países. Con el proceso de globalización, la salsa de soja puede ser encontrada en los comercios, hogares y cocinas de todo el mundo, tanto en Oriente como en Occidente, en América y en Europa.

## Producción tradicional

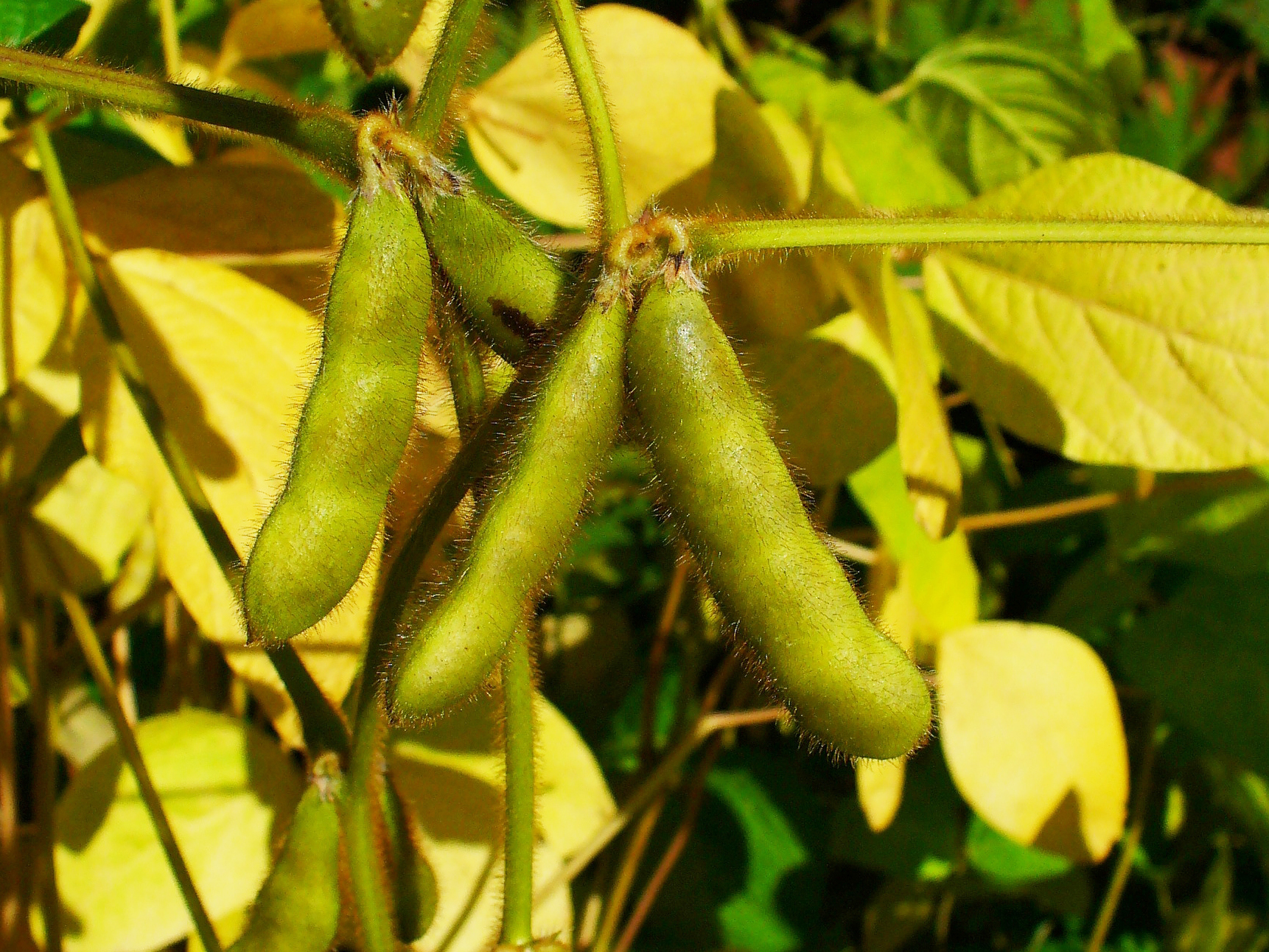
Vainas de soja.

Se elabora, tradicionalmente, mediante la fermentación de granos de soja con trigo tostado partido, que se acomodan en bloques y se sumergen y sacan varias veces en un caldo frío de agua y sal, el proceso dura cerca de un año en ollas de barro, en ocasiones se le agregan hongos secos como champiñones.[cita requerida]
En Japón, es ilegal producir o importar salsa de soja artificial y por tanto todas las salsas de soja japonesas se elaboran al modo tradicional. En Europa, España, desde el año 1962 se fabrica la salsa de soja utilizando harina de arroz, en vez de trigo (que lo hace apto para las personas con hipersensibilidad al gluten).[cita requerida]

## Producción de salsa de soja hidrolizada artificialmente
Se llama salsa de soja química (化學醬油) en chino. Es una invención moderna, es generalmente la salsa de soja disponible en supermercados comunes y se elabora en un proceso más rápido y barato que el tradicional, obteniéndose un producto de sabor no tan intenso y más salado.
Es un condimento relativamente barato, rico en proteínas y nutritivo. Con la mejora de los métodos, equipos de manufactura e investigaciones continuas se ha incrementado rápidamente su producción en muchos países del mundo.
Se produce mediante hidrólisis química partiendo de harina de soja desgrasada, colorante de caramelo, jarabe de maíz u otros endulzantes, extracto de malta y en ocasiones glutamato monosódico, sin ningún proceso de fermentación.
Algunas salsas de soja artificial tienen potenciales riesgos de salud debido a su contenido en trazas de los cloropropanoles carcinógenos 3-MCPD (3-cloro-1,2-propanediol) y 1,3-DCP (1,3-dicloro-2-propanol), subproductos de la hidrólisis de proteínas con ácido clorhídrico. La presencia de 3-MCPD está regulada en Europa y los Estados Unidos después de una acción regulatoria en 2001 en el Reino Unido, pero 1,3-DCP no está regulada y puede causar cáncer y transferir defectos genéticos a la descendencia.
En Canadá, la Canadian Cancer Society (Sociedad Canadiense del Cáncer) emitió un comunicado en 2012 sobre este tema en el que escribe que:

Health Canada ha concluido que no existe ningún riesgo para la salud de los canadienses por el uso de las salsas de soja y ostras disponibles. Dado que la exposición continuada durante toda la vida a niveles elevados de 3-MCPD podría suponer un riesgo para la salud, el Ministerio de Sanidad de Canadá ha establecido [un nivel máximo  de] 1,0 parte por millón (ppm) como directriz para los importadores de estas salsas, con el fin de reducir la exposición a largo plazo de los canadienses a esta sustancia química. Este nivel se considera muy seguro.

## Usos
Es ideal para acompañar comidas tanto orientales como occidentales ya sean verduras fritas, arroz, empanizados, al igual que sopas, incluso algunas gotas agregadas a aderezos de ensaladas, además también puede ser incluida con las carnes ya que su sabor es ideal para marinarlas o freírlas como pescado, pollo, res, cerdo etc. Es un condimento salado, pero con un toque dulce.
Es común servirla junto con el arroz frito o las lumpias. También se sirve con el sushi y el sashimi.

## Perfil organoléptico
En el sabor de la salsa de soja predomina el salado, seguido de un umami moderado, un sabor dulce y, por último, un ligero amargor, que es difícil de percibir debido al efecto de enmascaramiento de otros sabores. El sabor general de la salsa de soja es el resultado del equilibrio y la interacción entre los diferentes componentes del sabor. La salinidad se atribuye en gran medida a la presencia de NaCl (sal común) en la salmuera. Los azúcares hidrolizados del almidón añaden dulzor a la salsa de soja. El umami se debe en gran medida a la presencia de aminoácidos libres, principalmente glutamina y ácido aspártico. El sodio de la salmuera y los ribonucleótidos disódicos de la soja también contribuyen al umami. Otros aminoácidos provocan sabores básicos adicionales, siendo dulces los de Alanina, Glicina, Serina y Treonina; amargos los de Arginina, Histidina, Isoleucina, Leucina, Metionina, Fenilalanina, Triptófano, Tirosina y Valina; y sin sabor los de Cisteína, Lisina y Prolina. El contenido de nitrógeno de los aminoácidos, una indicación de la concentración de aminoácidos libres, se utiliza en China para clasificar la salsa de soja. El "grado especial" más alto se define en ≥ 0,8 g/100 mL.
A pesar de la gran variedad de compuestos volátiles y odorantes que se han identificado en la salsa de soja, el producto alimenticio en sí no presenta un aroma fuerte. En las salsas de soja chinas se han identificado alcoholes, ácidos, ésteres, aldehídos, cetonas, fenoles, compuestos heterocíclicos, alquinos y bencenos. Una explicación de esta observación es que el aroma de la salsa de soja no depende en gran medida de los compuestos aromáticos. El sutil aroma es el resultado de un "equilibrio crítico" alcanzado entre todos los compuestos volátiles y odorantes, cuyas concentraciones respectivas son relativamente bajas.